# عبد الإله الملا
الدكتور عبد الإله بن محمد بن أحمد الملا هو عالم دين سني سعودي وعضو هيئة كبار العلماء السعودية منذ 2 سبتمبر 2024.

ولادته ونشأته وشهاداته العلمية     :
- ولد في الأحساء يوم الأربعاء 18 / 11 / 1391هـ الموافق 3 /  1 / 1972 م 
- نشأ في كنف أسرة علمية في محافظة الأحساء في شرق المملكة العربية السعودية ، هي أسرة آل ملا المشهورة في الأحساء ، والتي أنجبت مجموعة العلماء والقضاة والمفتين والمدرسين ومؤلفي الكتب النافعة على مدى الخمسة القرون الماضية  ، وظل  سند العلوم الشرعية فيها ومنها الفقه الحنفي مدة تناهز ( 450 ) عاماً ، ولها العديد من المدارس العلمية القديمة في محافظة الأحساء ،  منها مدرسة القبة الشرعية التي تعدّ من أقدم المدارس العلمية في شرق الجزيرة العربية والخليج العربي ، حيث تأسست في عام (1019هـ ) أي قبل ( 427) عاماً .
- تتلمذ على يد مجموعة من العلماء في الأحساء وخارجها ، منهم الشيخ الدكتور عبدالرحيم الهاشم والشيخ الدكتور علي الضويحي ( عضو هيئة كبار العلماء ) ، والشيخ عبدالله بن غديان ( عضو الإفتاء وهيئة كبار العلماء ) ، والشيخ الدكتور يعقوب ابا حسين ( عضو هيئة كبار العلماء )   ، والشيخ الدكتور عبدالله المطلق  ( عضو الإفتاء  وهيئة كبار العلماء ) ، وغيرهم .
- درس في مدارس الأحساء الإبتدائية والمتوسطة والثانوية وتخرّج من كلية الشريعة والدراسات الإسلامية بالأحساء عام 1413هـ .
- حصل على شهادة الماجستير في الفقه المقارن عام 1415هـ بتقدير ممتار من قسم الفقه المقارن في المعهد العالي للقضاء التابع لجامعة الإمام محمد بن سعود الإسلامية بالرياض .
- حصل على شهادة الدكتوراه في الفقه عام 1421هـ بتقدير ممتاز من كلية الشريعة والدراسات الإسلامية في جامعة أم القرى بمكة المكرمة  .

أعماله :
- عضو هيئة كبار العلماء بالمملكة العربية السعودية منذ عام 1446هـ وحتى تاريخه .
- له العديد من الدروس والدورات العلمية في رحاب المسجد الحرام بمكة المكرمة ، وكذا في مساجد الأحساء وخارجها .
- عمل محاضراً ثم أستاذ مساعداً ثم أستاذ مشاركاً ثم أستاذاّ في تخصص الفقه بكلية الشريعة والدراسات الإسلامية بجامعة الملك فيصل بالأحساء .
- أستاذ الدراسات العليا بكلية الشريعة بجامعة الملك فيصل ولا يزال .
- أشرف وناقش العديد من الرسائل العلمية في برامج  الماجستير والدكتوراه في جامعات المملكة .
- شارك في العديد من المؤتمرات العلمية في داخل وخارج المملكة .
- تقلّد عدة مناصب إدارية في جامعة الملك فيصل بالأحساء ، منها وكيلاً لكلية الأداب للدراسات العليا والبحث العلمي ، ورئيساً لقسم الدراسات الإسلامية بكليتي الآداب والشريعة لفترات متعددة ، ومشرفاً على أوقاف الجامعة . 
مؤلفاته :
له العديد من المؤلفات المنشورة والأبحاث العلمية المحكّمة ، منها :
-        وسيلة  الظفر في المسائل التي يفتى فيها بقول زفر للشيخ عبداللطيف الملا ت 1339هـ دراسة وتحقيق  دار خضر بيروت – عام  1422هـ
-         نيل المرام بشرح كفاية الغلام للشيخ عبداللطيف الملا ت 1339هـ دراسة وتحقيق   دار خضر بيروت – عام  1424هـ 
-         العدالة وأحكامها في الفقه الإسلامي والنظام السعودي مكتبة دار هلال بالمنيا عام 1425هـ .
-         الكواشف الجلية عن مصطلحات الحنفية مطبعة الأحساء الحديثة عام 1425هـ .
-         المدخل إلى الثقافة الإسلامية    مطبعة الحسيني بالأحساء - عام  1426هـ 
-         تاريخ التشريع الإسلامي ( الفقه وأصوله وقواعده )  مكتبة المتنبي بالدمام  – عام 1442هـ 
-         كتابة البحث العلمي في العلوم الإسلامية   مكتبة المتنبي بالدمام - عام 1442هـ 
-         مفاكهة الحبيب في مقامة الطيب مقامة أدبية للشيخ محمد بن عمر الملا ت 1207هـ . دراسة وتحقيق مطبعة الحسيني بالأحساء - عام 1433هـ 
-         رسالة في تحريم شرب الدخان للشيخ محمد بن علي الملا ت 1040هـ  . تحقيق وتعليق  مطبعة الحسيني بالأحساء - عام 1432هـ 
-         مدرسة القبة الشرعية خلال أربعة قرون /  مركز الترجمة والتأليف والنشر / جامعة الملك فيصل بالأحساء - عام 1435هـ 
-         قضاة الأحساء خلال ستة قرون من عام 820-1440هـ    المطبعة العربية بالبحرين – عام  1436هـ
-         أسرة آل ملا سيرة ومسيرة من عام 980-1442هـ  مكتبة التعاون الثقافي بالأحساء  – عام 1442هـ
-         المحلى من فتاوى علماء أسرة آل ملا      مطبعة الحسيني بالأحساء – عام 1442هـ 
-         الشيخ أحمد بن عبداللطيف الملا حياته ومراسلاته    مطبعة الحميضي بالرياض  – عام 1443هـ 
-         بحوث فقهية محكمة  مطبعة الحميضي بالرياض  – عام 1445هـ .
وغيرها .